# Girma Bèyènè
Pour les articles homonymes, voir Beyene.
Girma Bèyènè, né à Addis-Abeba en Éthiopie, est un chanteur et musicien éthiopien de rock-soul-éthio-jazz.

## Biographie
Girma Bèyènè commence sa carrière comme chanteur au sein du Ras Band à la fin de 1961. Il se fait surtout connaître comme pianiste, organiste, et arrangeur lors de son travail avec son complice le chanteur Alèmayèhu Eshèté avec lequel il fonde l'orchestre Alèm-Girma Band. De 1969 jusqu'en 1978, il travaille sur plus de 60 titres et se fait reconnaître par ses arrangements inspirés de la musique pop anglo-américaine. À cette époque, il est plus actif et reconnu dans son pays que Mulatu Astatqé, le mythe de l'éthio-jazz. Par la suite, lors d'une tournée il émigrera aux États-Unis en 1981, mais ne réussit plus à se produire sur scène. Il vit à Washington, DC de petits boulots,.
En 2005, alors qu'il travaille comme pompiste, il rencontre le producteur de musique français Francis Falceto. Trois ans plus tard, il participe à un festival à Addis-Abeba. Puis, en septembre 2015, il commence à jouer avec le groupe français Akalé Wubé, collaboration qui conduira à la parution d'un album en janvier 2017 dans la collection Éthiopiques intitulé Mistakes on Purpose.

## Discographie
- 2007 : Éthiopiques volume 22 avec Alèmayèhu Eshèté
- 2017 : Éthiopiques volume 30 (Mistake on Purpose) avec le groupe Akalé Wubé

## Filmographie
- 2021 : My Beautiful Girma, documentaire, 2021; durée : 53 min - réalisateur : Eric Rebut